# Dreams (canción de Fleetwood Mac)
«Dreams» es una canción de la banda británica de rock Fleetwood Mac, escrita por la vocalista Stevie Nicks. Fue lanzado como el segundo sencillo del disco Rumours en marzo de 1977 para los Estados Unidos y en junio del mismo año en el Reino Unido, ambos por Warner Bros. Records. Es uno de los temas más reconocidos del grupo, como también es el único de sus sencillos en obtener el primer puesto en la lista Billboard Hot 100.
Fue escrita por Stevie Nicks en 1976 en los estudios Records Plant en Sausalito (California) en tan solo 10 minutos. Al día siguiente de su creación fue grabada con el resto del grupo, pero solo la parte de la batería y los sintetizadores, ya que el bajo y las guitarras se grabaron días más tarde en la ciudad de Los Ángeles.
Obtuvo muy buenos puestos en las listas musicales de Europa, como en el Reino Unido que alcanzó la posición 24 en la lista UK Singles Chart. Por otro lado, en los Estados Unidos la recepción fue mucho mejor, ya que obtuvo el primer lugar de la lista Billboard Hot 100 y se certificó con disco de oro tras superar las 500 000 copias.
Con el pasar de los años, ha sido versionada por distintos artistas como es el caso de la banda The Corrs que realizó su propia versión en 1998.
A finales de 2020, la canción experimentó un resurgimiento en popularidad debido a un TikTok creado por el usuario Nathan Apodaca. La canción volvió a entrar en las listas de canciones de algunos países, asimismo como en las tendencias de Spotify y Apple Music en varios países.

## Músicos
- Stevie Nicks: voz principal y coros
- Lindsey Buckingham: guitarras y coros
- Christine McVie: sintetizadores, piano eléctrico y coros
- John McVie: bajo
- Mick Fleetwood: batería, congas